# Захента
Національна галерея мистецтв Захента (польська : Zachęta Narodowa Galeria Sztuki) — музей сучасного мистецтва в центрі Варшави, Польща. Основна мета Галереї — представити та підтримати польське сучасне мистецтво та художників. Маючи численні тимчасові виставки відомих зарубіжних художників, галерея також зарекомендувала себе на міжнародному рівні.
Слово «zachęta» означає заохочення. Свою назву галерея Zachęta отримала від Towarzystwo Zachęty do Sztuk Pięknych (Товариства заохочення образотворчих мистецтв), заснованого у Варшаві в 1860 році.

## Історія

### Товариство сприяння образотворчому мистецтву
До 1860 р. не було ні публічних музеїв, ні бібліотек, ні інших загальнодоступних установ, які дозволяли б обмінюватися художниками. Репресії, спричинені Листопадовим повстанням, зробили вищу мистецьку освіту практично неможливою. Остання велика виставка відбулася в 1845 році. Після протестів художників протягом 1850-х років у 1858 р. Було затверджено Національну виставку образотворчих мистецтв Wystawa Krajowa Stuk Pięknych, та до перемовин з російськими правителями, які врешті-решт дозволили у 1860 р. заснувати Товариство Сприяння Образотворчому Мистецтву. Статути Товариства встановлювали художники та мистецькі експерти. Перше офіційне засідання та обрання ради директорів відбулися 13 грудня 1860 року. Рада мала дванадцять членів, шість художників та шість експертів з мистецтва, і обиралася щороку. Члени залишалися на посаді принаймні один місяць, але не довше одного року.
Основною метою Товариства було розповсюдження образотворчого мистецтва, а також підтримка та заохочення художників. Крім того, його намір полягав у створенні загальної обізнаності про мистецтво серед польського суспільства. У 1860 році Товариство налічувало 234 офіційних зареєстрованих члена. Тільки через рік кількість збільшилася до 1464.
Спочатку всі твори мистецтва були виставлені до їх продажу. Незабаром це призвело до переповнених стін та одноманітної, незмінбваної експозиції. Після фундаментальних змін, внесених між 1900 та 1939 роками, постійна виставка функціонувала тільки на додачу з періодично змінюваними експозиціями.
Товариство приймало щорічні салони, фінансувало стипендії та пропонувало іншу допомогу молодим художникам, як членам, так і кандидатам.

### Будівля

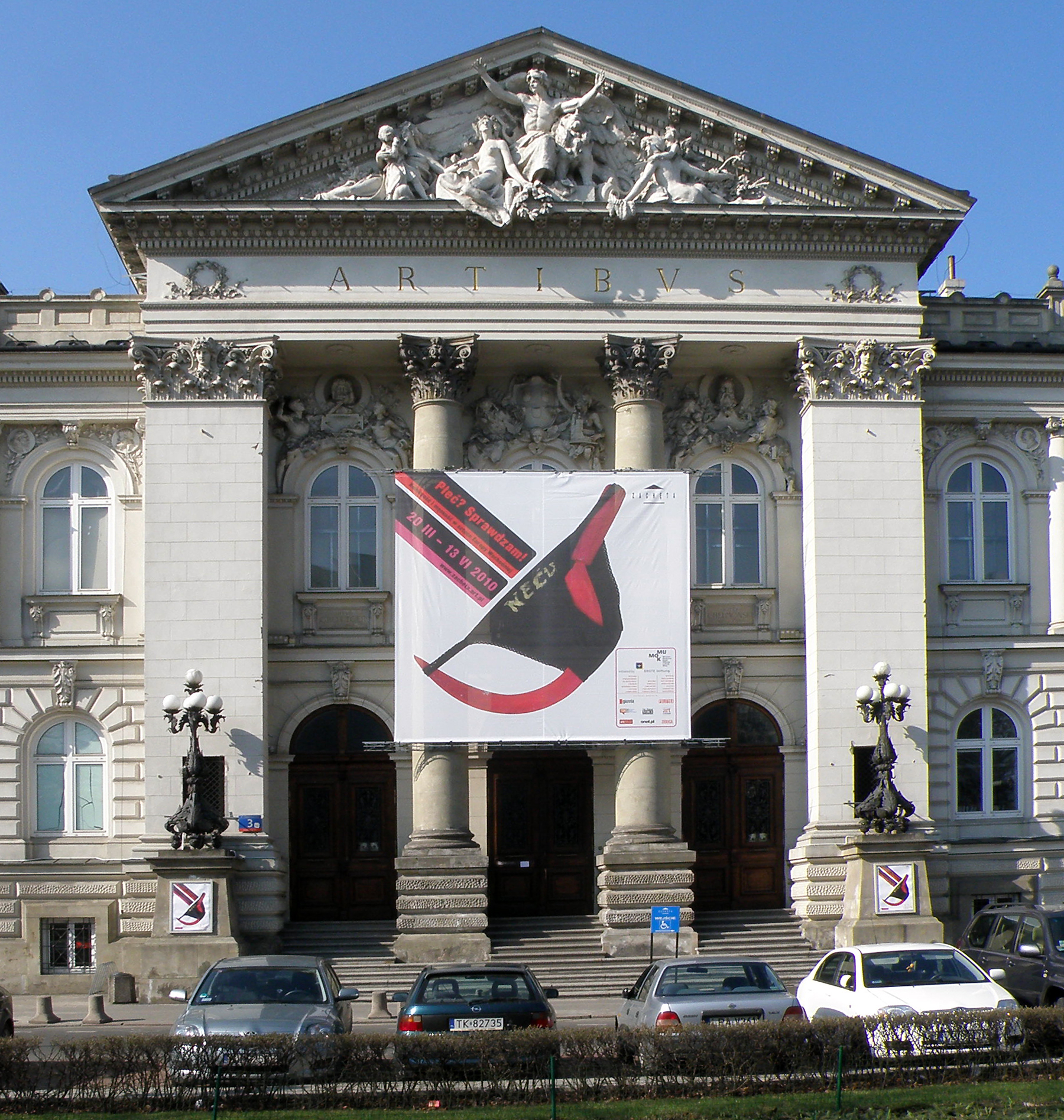
Вхід до Галереї

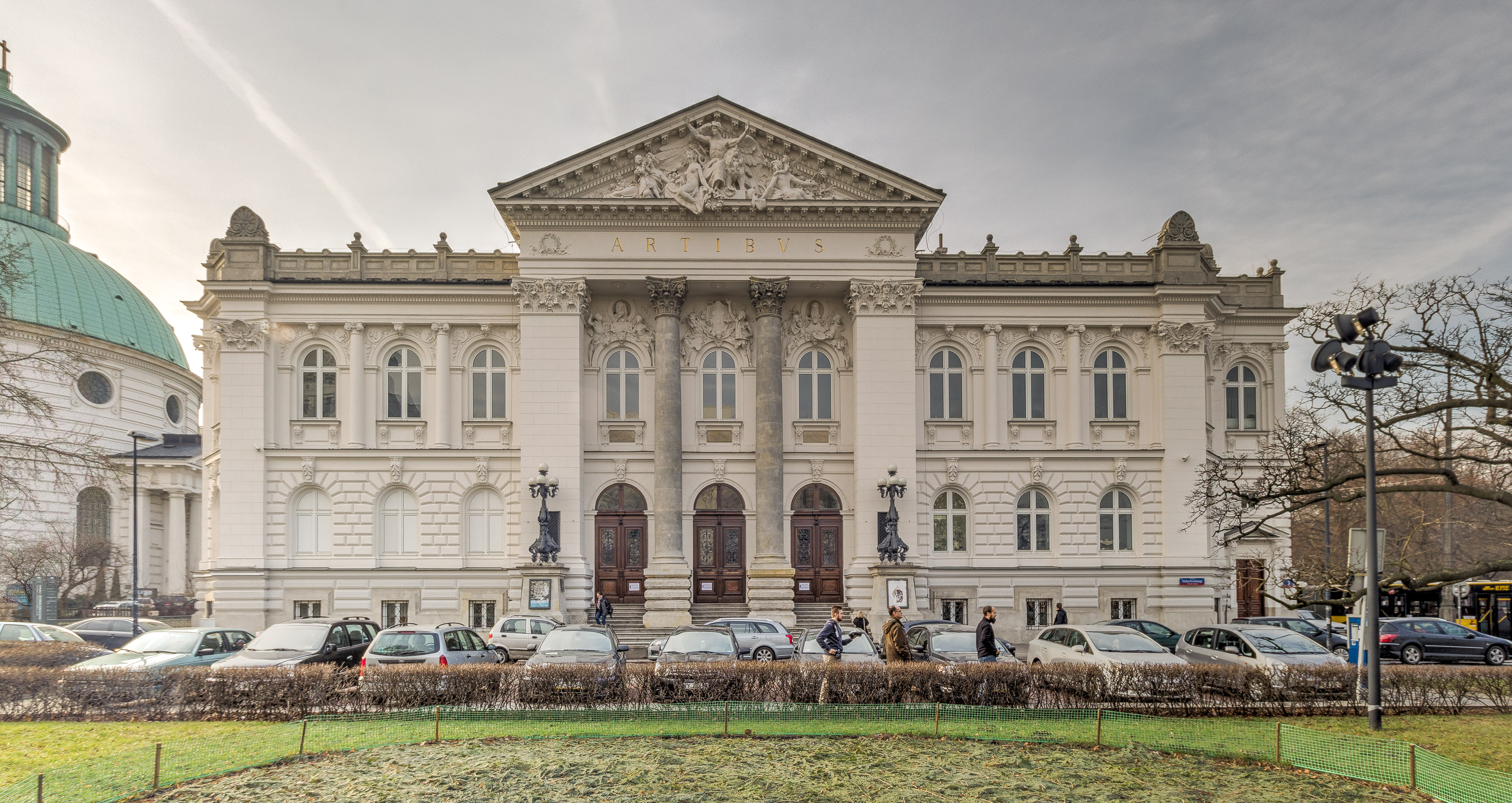
Галерея Zachęta, фасад

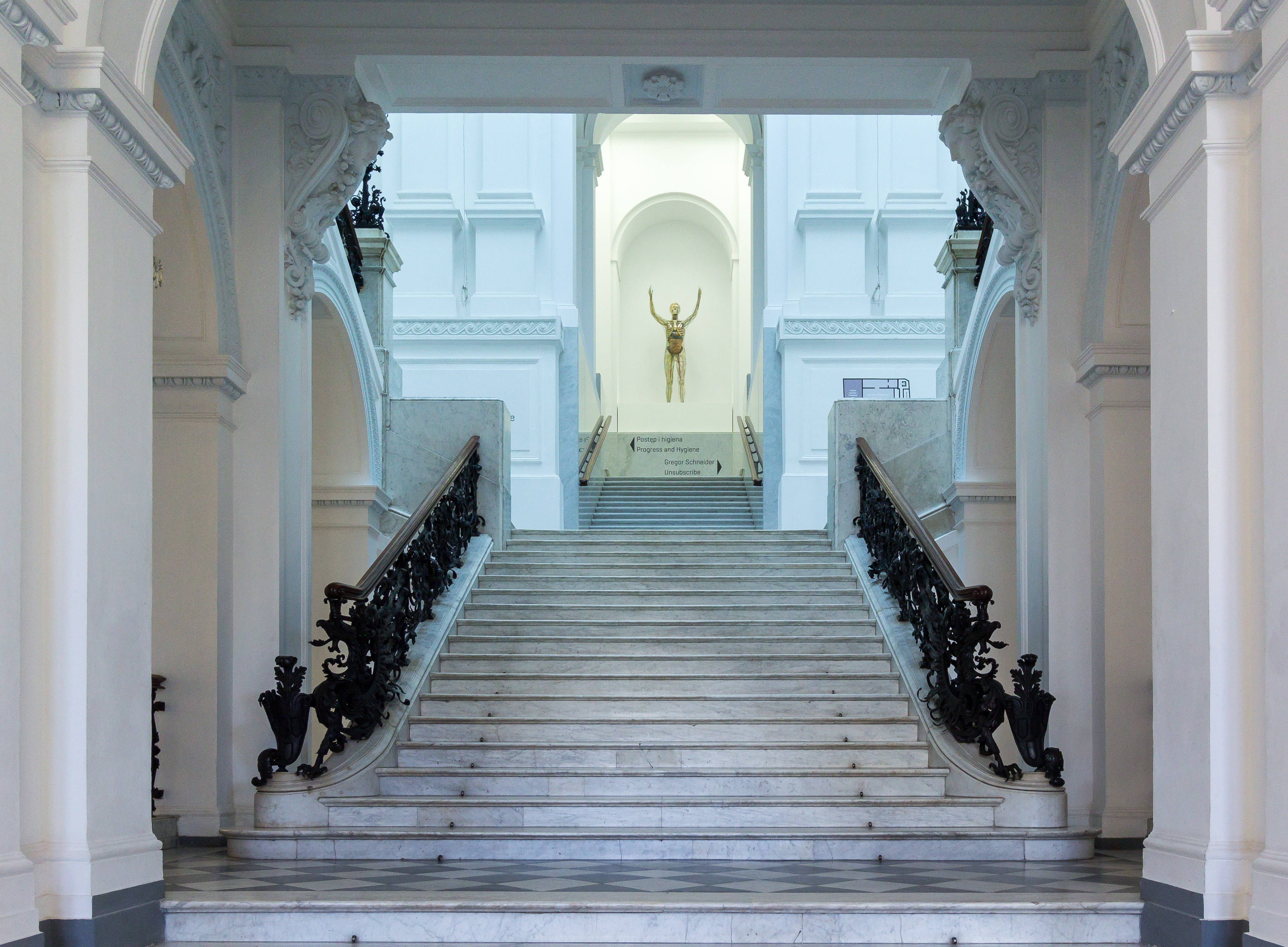
Zachęta — головний зал та сходи

Перші тендери на проектування нової будівлі були оголошені в 1862 році. Однак через брак фінансових ресурсів плани не були реалізовані. Після того, як Товариство отримало землю муніципалітетом, в 1894 році був оголошений ще один конкурс, у якому переміг варшавський архітектор Стефан Шиллер. Він представив архітектурний дизайн у стилі неоренесансу з класичними елементами. Портал орнаментований алегоричними фігурами та скульптурними творами Зигмунта Отто. Архітрав будівлі вигравірований латинським словом Artibus.
Будівельні роботи розпочалися в 1898 році. У грудні 1900 р. основна будівля була офіційно відкрита з наступним відкриттям південного крила в 1903 р.За ретельно продуманим планом Шиллера спочатку передбачали побудову ще двох крил, які не могли бути реалізовані на той час.
У 1958 році Міністерство мистецтв і культури ухвалило рішення про реконструкцію будівлі. Навколишні будинки були зруйновані під час війни і, таким чином, мимоволі поступилися місцем прибудові. Варшавським архітекторам Оскарві Гансену, Лехові Томашевському та Станіславу Замєчнікову було доручено реконструкцією, але вже запланована реконструкція була відкладена.
У 1982 році плани реконструкції були знову відновлені та виконані Цехом Збереження Пам'яток. З 1991 по 1993 роки реконструкцію контролювала та виконувала компанія «Dom i Miasto» (Дім та місто). Компанія також відповідала за розширення сходів всередині будівлі, що дозволило отримати прямий доступ до виставкових залів в новій частини будівлі. Отримані монументальні перспективи підкреслюються твором польського скульптора Пія Велонського, « Гладіатор», що залишився від колишньої колекції Товариства.

### 1939 по 1945 роки

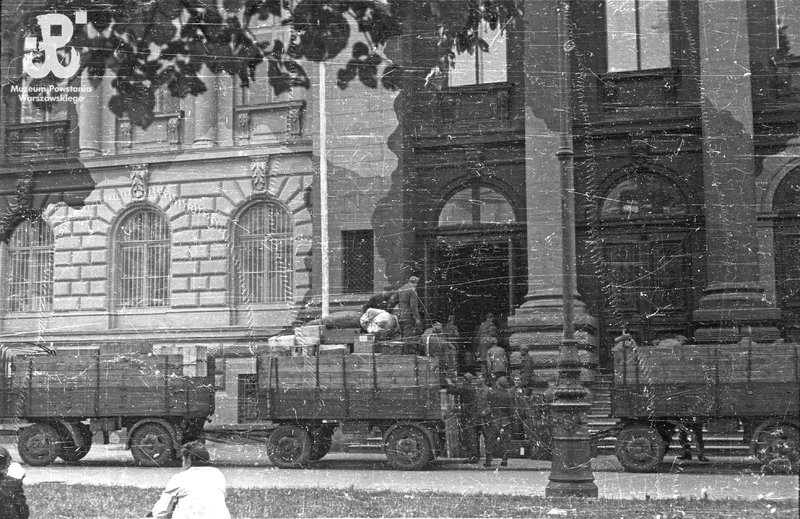
Зачета, розграбована німцями в липні 1944 року

Під час вторгнення в Польщу на початку Другої світової війни майже всі споруди, що оточували музей, були зруйновані, тоді як будівля Захетта залишалася порівняно неушкодженою. Після капітуляції Польщі німці перетворили будівлю на Будинок німецької культури Haus der Deutschen Kultur, який в основному використовувався для пропагандистських цілей. Товариство сприяння образотворчому мистецтву було розпущено. Більшість творів мистецтва, як і інших документів, що належали Товариству, були перенесені до Muzeum Narodowe, або конфісковані та відправлені до Німеччини. Транспортування здійснювалося на відкритих вантажних автомобілях без належної документації. Під час Варшавського повстання будівля Захєнти була сильно пошкоджена артилерією та бомбами, і тому її наприкінці війни потрібно було повністю відновлювати.

### 1945—1989
Після війни Товариство Сприяння Образотворчому Мистецтву не було відновлено. Його замінили Центральне бюро художнього виставку Central Biuro Wystaw Artystycznych (Центральне бюро художніх виставок), яке було засноване в 1949 році Міністерством мистецтв і культури на замовлення Асоціації образотворчих мистецтв Польщі. У 1951 році бюро почало приймати виставки. Першим директором (1949—1954) був Арман Ветулані.
Центральне бюро відповідало за організацію художніх виставок та всю іншу мистецьку діяльність по всій країні. Відкриті відділення у Кракові, Катовицях, Познані, Лодзі, Закопане, Гданську, Щецині, Вроцлаві, Ольштині та Ополі. Врешті-решт Центральне бюро художніх виставок стало найважливішим закладом у галузі культурної політики.
Для 1980-х років були характерні радикальні політичні зміни, пов'язані з оголошенням воєнного стану, що призвело до бойкоту всіх офіційних галерей. Насправді центральне бюро ніколи насправді не оговталося від цих різких зрушень.

### Після 1989 року
Падіння Берлінської стіни та падіння залізної завіси кардинально змінили політичні обставини, які також вплинули на структуру центрального бюро. 30 травня 1994 р. Центральне бюро художніх виставок було закрито і перетворено на державну галерею Захєнта.
У 2003 році міністр культури Польщі Вальдемар Домбровський перейменував галерею в Narodowa Galeria Sztuki (Національна художня галерея).

## Виставки
У 2000 році галерея відзначила своє 100-річчя виставкою « Полонія — Полонія». На виставці було представлено понад 100 об'єктів різних часів. Усі художні твори представляли національну тематику.
Також у 2000 році десять найвідоміших зарубіжних художників були представлені на іншій виставці, серед яких були Пабло Пікассо, Френсіс Бекон, Джозеф Бейс, Марсель Дюшан, Василь Кандінський, Енді Уорхол, Казимир Малевич, Сальвадор Далі, Піт Мондріан та Константин Бранкуі.

## Постійна колекція

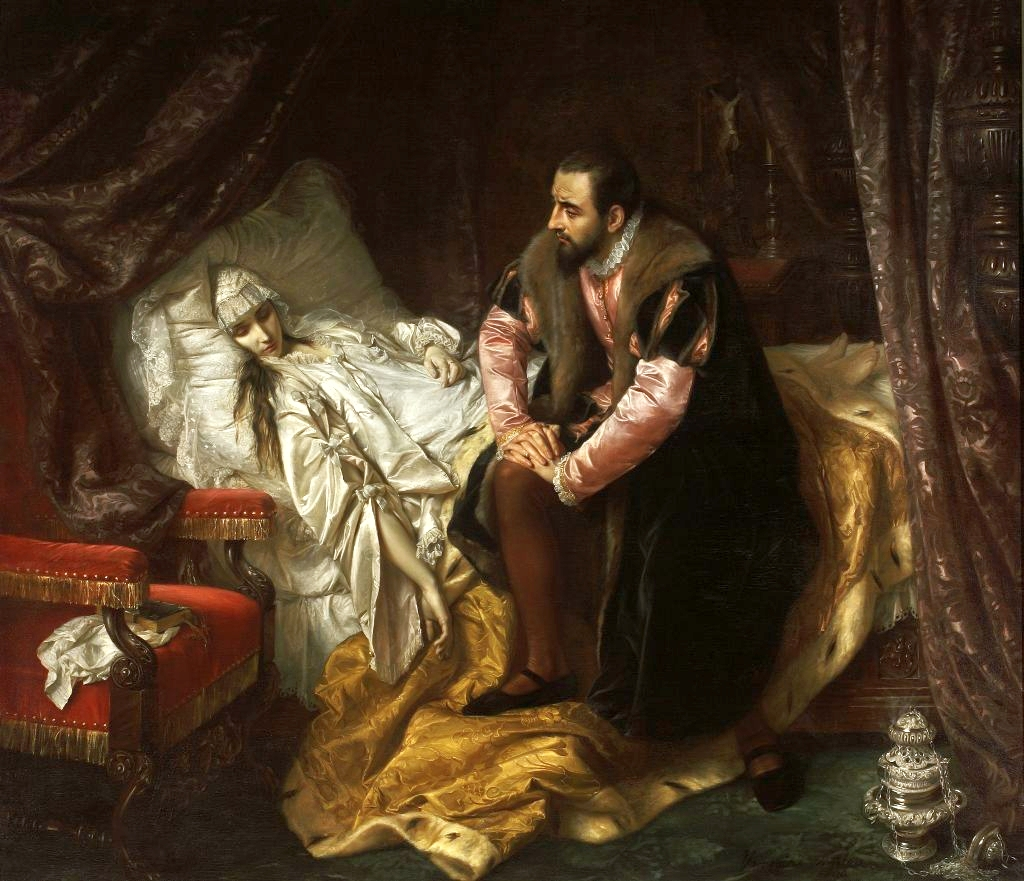
Смерть Барбари Радзівіл. картина Юзефа Сіммлера.

Колекція розпочалася з картини «Смерть Барбари Радзил» Юзефа Сіммлера. Об'єкти надходили переважно за рахунок пожертв та заповітів. Наприкінці 19 століття колекція вже складала понад тисячу експонатів.
Постійна колекція Національної галереї мистецтв «Захетта» наразі нараховує 3600 експонатів, з яких близько 700 — картини, майже 80 — відеороботи та близько 100 — скульптури та інсталяції. Крім того, галерея володіє великою колекцією з понад 2600 робіт на папері, таких як графічні роботи, малюнки та фотографії. У колекції представлені польські художники XX століття Тадеуш Кантор, Генріх Стажевський, Марія Ярема та Аліна Шапочнікова, а також польські сучасні художники, такі як Мірослав Балка, Катажина Козира, Збігнєв Лібера, Вільгельм Сасналь та Кшиштоф Водичко.
Твори колекції не лише відображають часто складне минуле закладу, але й демонструють зосередженість галереї. Сьогодні вона зосереджена на роботах сучасних польських художників, як на роботах, які були показані в галереї, так і на роботах, які були створені у співпраці з галереєю. Деякі з цих проектів експонуються в інших місцях, таких як польський павільйон на Бієнале у Венеції. Постійної виставки колекції немає. Роботи або інтегруються у тимчасові вистави, або є позикою з виставок в інших польських установах чи за кордоном.
Рішення про зміни до колекції приймає Комісія з питань купівлі, пожертвування та депозитів, утворена в 1990 році. З 2008 року відділ колекцій та інвентарів відповідає за догляд за колекцією Zachęta.

## Бібліотека
Бібліотека Zachęta включає:
- Каталоги про польських художників, які працюють у Польщі та за кордоном, про іноземних художників, які працюють у Польщі, а також каталоги про певні цикли виставок. Колекція каталогів — одна з найширших у Польщі.
- Книги про сучасне мистецтво та суміжні теми.
- Журнали: польські, а також закордонні журнали про мистецтво взагалі.

Відділ документації зберігає життя та творчість польських художників з 1945 року. Окрім біографічних записок, є перелік виставок, у яких брали участь відповідні художники, а також газетні вирізки та каталоги виставок. Архів доступний, але ним можна користуватися лише на місці.
Книжкова крамниця галереї розташована на першому поверсі будівлі, де представлені каталоги, книги та журнали польських та зарубіжних художників, а також каталоги виставок, що проходили як у Захєнті, так і в Кордегарді.
У галереї також працює окремий відділ педагогіки, який відповідає за організацію лекцій, зустрічей та бесід з художниками та мистецтвознавцями, концертів, екскурсій, а також освітніх програм.

## Проект Кордегарда
Галерея Кордегарда (буквально: охоронна зала) була заснована в 1956 році як філія Захети і розташована на Краківському Пшедмієщі у Варшаві. Це був додатковий виставковий простір, керований та організований Захєнтою, але певною мірою незалежний щодо виставкової програми.
У 2010 році галерея Кордегарда переїхала на вулицю Гальчинського, недалеко від історичної вулиці Новой Світ (Ulica Nowy Świat). Незважаючи на те, що все ще керувалася Захєнтою, галерея Кордегарда стала більш незалежною, приділяючи свою увагу молодим художникам, як польським, так і закордонним. Основна ідея — представити художників у контексті міських структур та підкреслити співпрацю художника та галереї. Насправді виставкова кімната так само важлива, як і мистецтво всередині, тому кожного художника просять індивідуально працювати з виставковою кімнатою та проектувати твори мистецтва спеціально для даного простору.

## Суперечки
У минулому через вплив католицької церкви в Польщі різні виставоки піддавалися цензурі через богохульство.  
У грудні 2000 року польський правий політик Вітольд Томчак пошкодив скульптуру Мауріціо Каттелана Ла Нона Ора та спонукав до звільнення режисера Анди Роттенберга. У листі, адресованому прем'єр-міністру, Томчак засудив Роттенберг, запропонував їй працювати «швидше в Ізраїлі, ніж у Польщі», та вимагав звільнення «державного службовця єврейського походження».